# Villa Besnus
La villa Besnus, ou Ker-Ka-Ré, est une villa construite en 1922–1923 sur les plans des architectes Le Corbusier et son cousin Pierre Jeanneret à Vaucresson, en région parisienne, en France. Première construction du style puriste, et une des premières réalisations du Corbusier, elle a été lourdement modifiée.

## Localisation
La villa Besnus est située à l'angle du 85, boulevard de la République et de la rue René-Garrel, dans la commune de Vaucresson, dans le département des Hauts-de-Seine, en région Île-de-France. Elle est située à 19 kilomètres de Paris et 5 kilomètres de Versailles.

## Histoire
La villa est commandée par le critique d'art Georges Hippolyte Besnus.